# Północno-wschodnia obwodnica Bielska-Białej

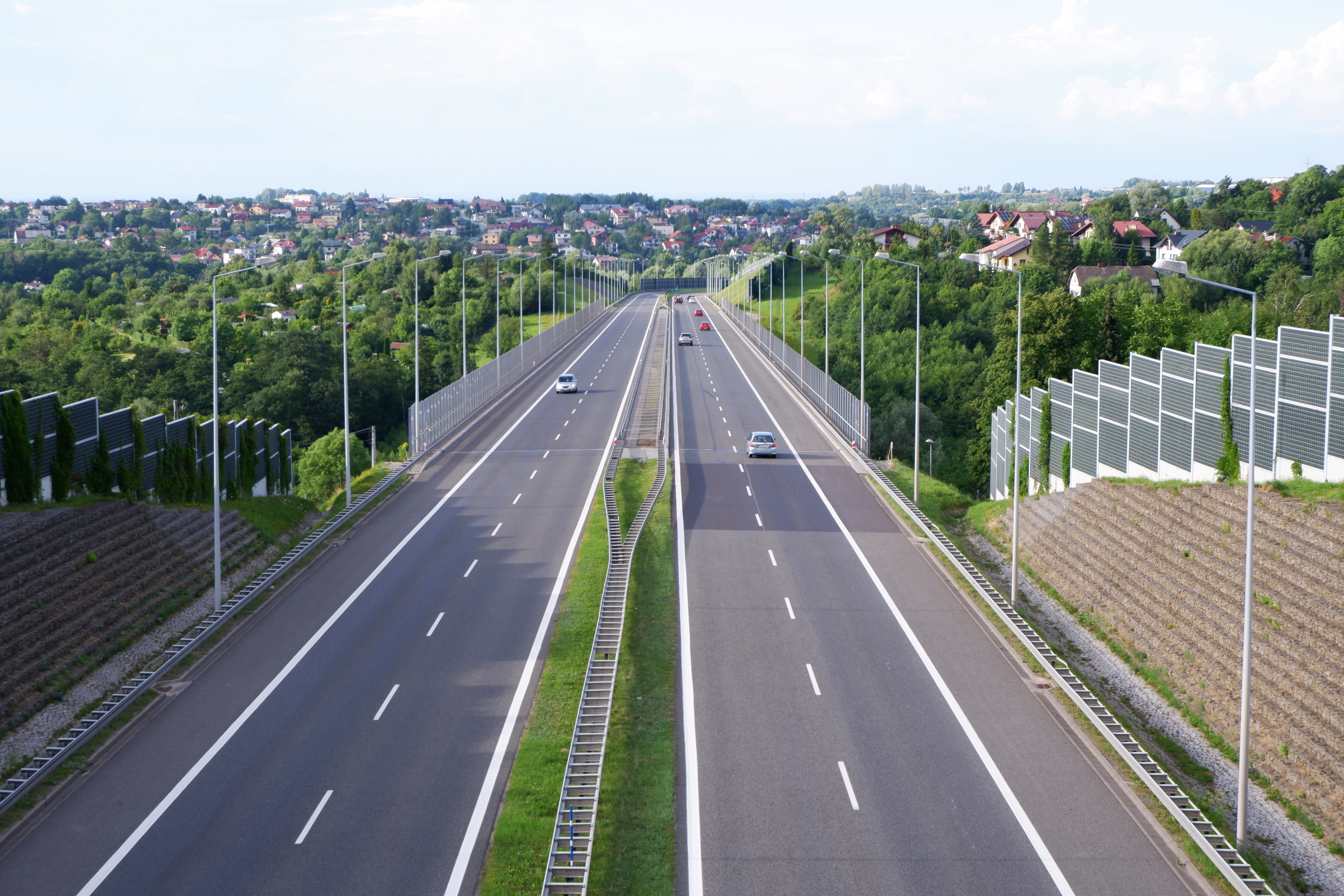
Widok z ulicy Mariana Langiewicza

Północno-wschodnia obwodnica Bielska-Białej – obwodnica biegnąca przez wschodnie i północno-wschodnie dzielnice Bielska-Białej – Komorowice, Hałcnów, Lipnik, Złote Łany, Straconkę i Mikuszowice. Stanowi część drogi ekspresowej S1 łączącej konurbację górnośląską z Bielskiem-Białą i Zwardoniem. W przyszłości będzie miała także połączenie z planowaną Beskidzką Drogą Integracyjną z Bielska-Białej do Krakowa.
Obwodnica ma na celu odciążenie głównych arterii miasta, przechodzących przez jego centrum. Przesunięcie ruchu tranzytowego północ-południe, z dużym udziałem ruchu ciężkiego, zwiększyło przepustowość oraz zmniejszyło degradację dróg istniejących w mieście. Droga ta według założeń ma również usprawnić komunikację pomiędzy wschodnimi dzielnicami miasta. W szerokim aspekcie jako część VI Korytarza TEN-T ma usprawnić międzynarodową komunikację między krajami członkowskimi UE.

## Statystyka
- Data podpisania umowy na zarządzanie i nadzór: 30 lipca 2008
- Data podpisania umowy na roboty budowlane: 22 października 2008
- Data przekazania placu budowy: 29 października 2008
- Data rozpoczęcia robót budowlanych: 12 listopada 2008
- Termin zakończenia inwestycji (zrewidowany termin): 28.10.2011
- Długość całości inwestycji: 11,9 km
- Objętość robót ziemnych: 1,918 mln m³
- Ilość mas bitumicznych: 174 tys. ton
- Liczba obiektów inżynieryjnych: 52
- Liczba ekranów akustycznych: 15,2 km
- Wartość robót budowlanych: ok. 1254 mln PLN
- Wartość zarządzania i nadzoru: 8 842 560,00 PLN[1]

## Odcinki
- ODCINEK I – Rehabilitacja nawierzchni wraz z podniesieniem do klasy drogi ekspresowej standardu ul. Niepodległości
  - Długość tego odcinka to 2,85 km.
    - zakres robót obejmuje:
      - remont 2 jezdni po 2 pasy ruchu z poszerzeniem pasów awaryjnych
      - budowę 12 obiektów inżynieryjnych
      - budowę 2,4 km ekranów akustycznych

Droga po przebudowie stanowi odcinek drogi ekspresowej S52 łączącej Bielsko-Białą z Cieszynem. Przebudowa zlikwidowała wszystkie skrzyżowania jednopoziomowe na tym odcinku. W ramach tej części został przebudowany węzeł „Komorowice” w zakresie prac niewykonanych przy budowie drogi ekspresowej S52 do Cieszyna.
- ODCINEK II – Budowa drogi ekspresowej S1 od węzła „Rosta” do węzła „Krakowska”
  - Długość tego odcinka to 3,85 km
    - zakres robót obejmuje:
      - budowę 2 jezdni po 2 pasy ruchu 3,5 m
      - budowę węzła „Rosta”
      - budowę 17 obiektów inżynieryjnych
      - budowę 4,9 km ekranów akustycznych

Odcinek II objął budowę odcinka o standardzie drogi ekspresowej oraz węzła (w kształcie „trąbki”) „Rosta”. Powstała również tymczasowa łącznica w miejscu budowanego węzła „Suchy Potok” w którym będą krzyżować się S1, S52 oraz BDI.
- ODCINEK III – Budowa drogi ekspresowej S1 od węzła „Krakowska” do węzła „Mikuszowice”[2]
  - Długość tego odcinka to 5,25 km.
    - zakres robót obejmuje:
      - budowę 2 jezdni po 2 pasy ruchu 3,5 m
      - budowę 2 węzłów drogowych: w. „Krakowska” oraz w. „Mikuszowice”[2]
      - budowę 23 obiektów inżynieryjnych
      - budowę 7,9 km ekranów akustycznych

Na tym odcinku powstały dwa częściowo bezkolizyjne węzły drogowe: „Krakowska” (karo), „Mikuszowice” (o nieregularnym kształcie). Na tym odcinku obwodnica połączyła się z drogą ekspresową S1 do Żywca, a dalej do Zwardonia oraz drogą wojewódzką nr 942 Bielsko-Biała – Wisła.

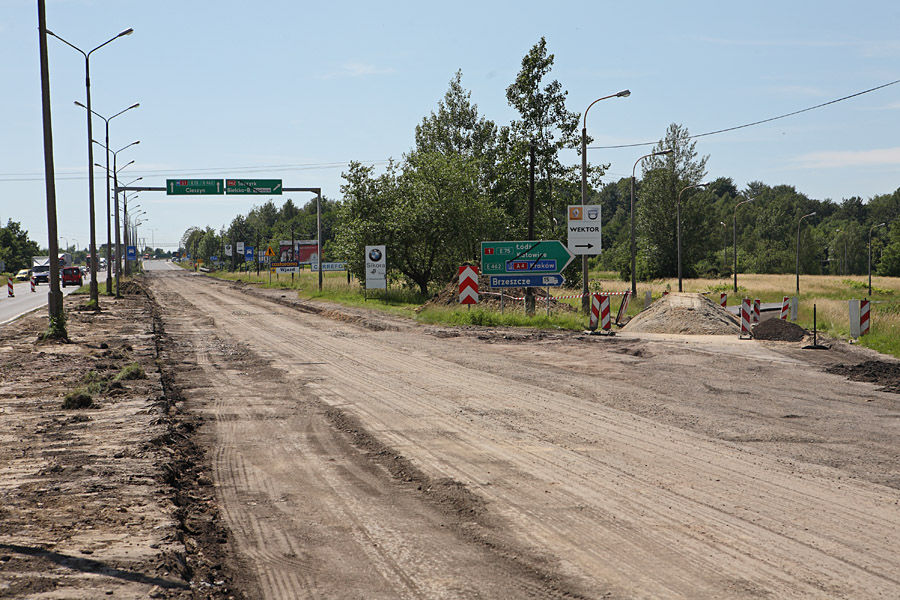
Aleja Niepodległości podczas przebudowy do parametrów drogi ekspresowej
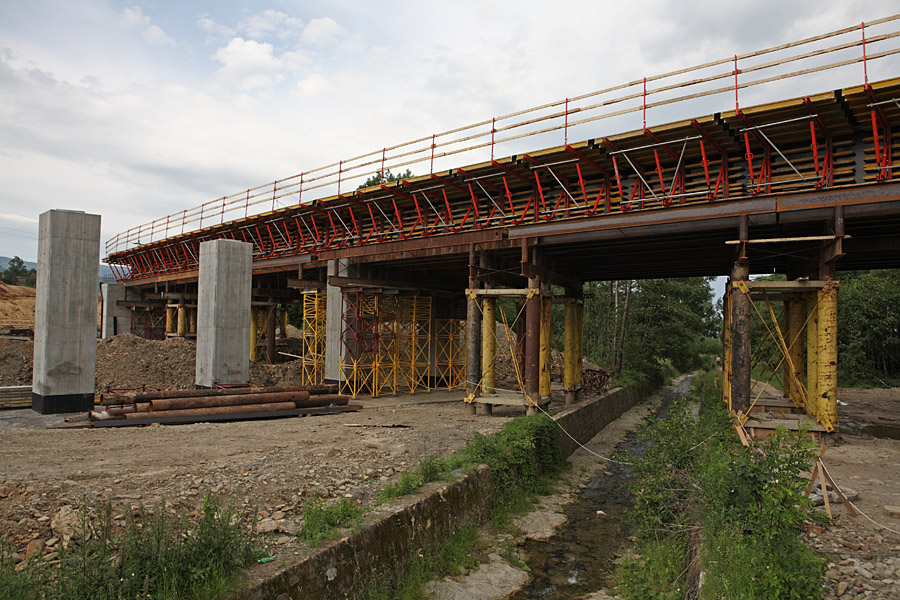
Budowa wiaduktu nad potokiem Straconka
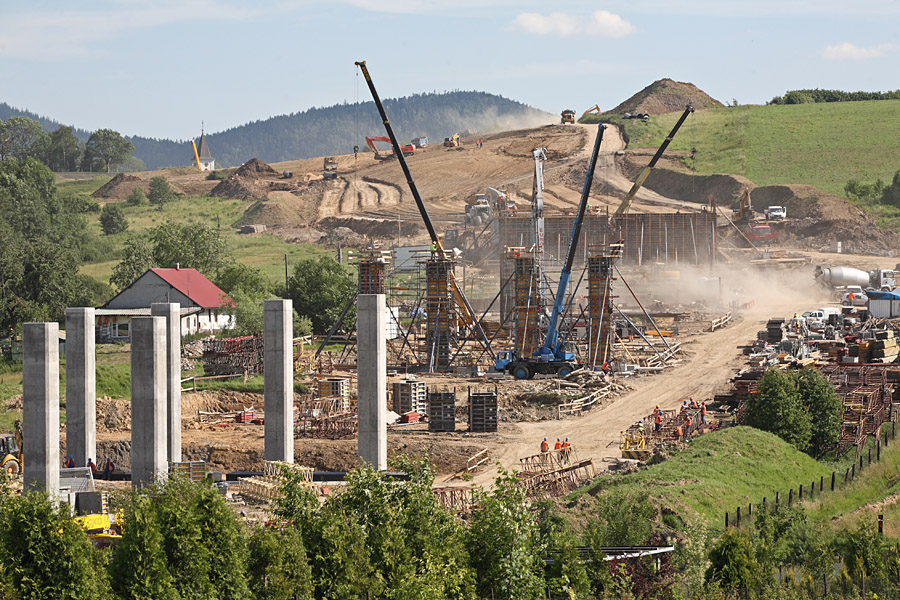
Budowa estakady nad linią kolejową nr 117